# Brydż (pismo)
Brydż – najstarsze pismo brydżowe w Polsce. W latach 1956–1995 wydawane w Warszawie, od 1996 roku w Krakowie, od 2025 roku wyłącznie w wersji online. Publikuje artykuły z teorii brydża, szkoleniowe, relacje z zawodów, sylwetki zawodników itp. Artykuły publikują w nim wybitni gracze z kraju i zagranicy.

## Historia
Pierwszy numer pisma ukazał się grudniu 1956 roku. Założycielami i pierwszymi redaktorami pisma byli członkowie sekcji brydżowej Orbis: Stanisław Bitner, Jan Jędrzejowski, Henryk Niedźwiecki, Aleksander Rożecki i Jan Wieczorkiewicz. W 1957 roku odbył się ogólnopolski turniej o puchar redakcji miesięcznika, który wygrała para z Warszawy Jan Krzymuski i Janusz Nowak. Finał turnieju zorganizowano w sali wystawowej Pałacu Kultury i Nauki. W 1957 roku wydawanie pisma przejęły Stołeczne Kluby Oficerskie, a działająca w  Domu Wojska Polskiego sekcja brydża sportowego „Legion" przejmuje sekcję „Orbis”.  
W 1991 roku właścicielem pisma stała się Spółka Wydawnicza w skład której weszli: Marek Wójcicki, Jerzy Pomianowski, Grzegorz Matula, Stanisław Rumiński, Andrzej Zawada, Krzysztof Sokołowski, Jan Chodorowski i Jerzy Russyan. Od roku 1993 właścicielem tytułu zostało wydawnictwo Jagiellonia z Krakowa.
Początkowo pismo ukazywało się w formacie 200×200 mm, ale w 1959 roku zmieniono go na 175×250 mm. W latach 1956–1960 pismo podzielono na działy: Teoria, Problemy i Rozmaitości. W 1958 roku dodano czwarty dział: Trybuna czytelników. Od 1991 roku jest wydawane w formacie A4, a od 1996 do końca 2024 w formacie 145x205. Od stycznia 2025 dostępne jest wyłącznie w formie internetowej.

## Redakcja
Redaktorzy naczelni: 
- Jan Jędrzejowski[2]
- Aleksander Różecki (1956–1976)[6]
- Jerzy Pomianowski (1977–1993)[6]
- Sławomir Zawiślak (1993-1994)[6]
- Marian Szulc (1995–2017)[6][8]
- Marek Wójcicki (2017– nadal)[9]